# Кавасоти (Кјети)
Кавасоти (итал. Cavassotti) је насеље у Италији у округу Кјети, региону Абруцо.
Према процени из 2011. у насељу је живело 57 становника. Насеље се налази на надморској висини од 394 м.